# Championnat des Fidji de football 2021
Navigation
Saison précédente Saison suivante
La saison 2021 du Championnat des Fidji de football est la quarante-cinquième édition du championnat de première division aux Fidji. 
Le championnat regroupe huit équipes du pays au sein d'une poule unique, où ils s'affrontent deux fois au cours de la saison, à domicile et à l'extérieur. À la fin de la compétition, le dernier du classement est relégué et remplacé par le champion de deuxième division.
Le Lautoka FC remporte le championnat en terminant cinq points devant avec son dauphin Rewa FC, c'est le sixième titre de champion du club.
Comme lors de l'édition précédente, le champion des Fidji et son dauphin sont automatiquement qualifiés pour la phase de groupe de la prochaine Ligue des champions.

## Les clubs participants
| - Ba FC - Lautoka FC - Nadroga Football Club - Promu de D2 - Rewa FC | - Labasa FC - Nadi FC - Navua Football Club - Suva FC |

## Compétition

### Classement
Le barème utilisé pour établir le classement est le suivant :
- Victoire : 3 points
- Match nul : 1 point
- Défaite : 0 point

| Rang | Équipe                  | Pts | J  | G | N | P | Bp | Bc | Diff |
| ---- | ----------------------- | --- | -- | - | - | - | -- | -- | ---- |
| 1    | Lautoka FC              | 30  | 14 | 9 | 3 | 2 | 22 | 11 | +11  |
| 2    | Rewa FC                 | 25  | 14 | 7 | 4 | 3 | 20 | 11 | +9   |
| 3    | Ba FC                   | 22  | 14 | 6 | 4 | 4 | 22 | 11 | +11  |
| 4    | Suva FC T               | 21  | 14 | 6 | 3 | 5 | 16 | 11 | +5   |
| 5    | Labasa FC               | 19  | 14 | 4 | 7 | 3 | 9  | 12 | -3   |
| 6    | Nadi FC                 | 15  | 14 | 3 | 6 | 5 | 14 | 24 | -10  |
| 7    | Navua FC                | 9   | 14 | 2 | 3 | 9 | 10 | 21 | -11  |
| 8    | Nadroga Football Club P | 9   | 14 | 1 | 6 | 7 | 10 | 22 | -12  |

|  | Qualification pour la Ligue des champions de l'OFC 2022                                |
|  | Relégation en deuxième division                                                        |
|  | T : Tenant du titre C : Vainqueur de la Coupe des Fidji P : Promu de deuxième division |

- Nadroga Football Club sera repêché car la première division passe à 10 équipes la prochaine saison.

## Bilan de la saison
| Championnat des Fidji de football 2021 |                       |
| Champion                               | Lautoka FC (6e titre) |
| Qualifications continentales           |                       |
| Ligue des champions de l'OFC 2022      | Lautoka FC            |
| Ligue des champions de l'OFC 2022      | Rewa Football Club    |
| Promotions et relégations              |                       |
| Promus en Fiji Premier League          | Tailevu Naitasiri     |
| Promus en Fiji Premier League          | Nasinu                |
| Relégués en Senior League              | aucun                 |